# Roman Pistorius
Roman Pistorius (* 12. února 1965) je český redaktor a moderátor, v roce 1994-99 moderoval zpravodajskou relaci Právě teď na TV Nova a krátce v roce 1999 moderoval I Televizní noviny.Dále v letech 2003 až 2012 uváděl pořad Události na ČT.

## Život
Deset let pracoval ve větších či menších televizích a televizních studiích.
Mimo jiné do roku 1999 působil v televizi Nova jako redaktor a moderátor. Po rozchodu Vladimíra Železného se skupinou CME v roce 1999 se na krátký čas objevil i v roli moderátora hlavní zpravodajské relace (dvojici vytvořil s Vlaďkou Dufkovou).
V České televizi pracoval od roku 2002, nejdříve jako vedoucí vydání pořadu Události. Od roku 2003 do konce března 2012 tuto hlavní zpravodajskou relaci ČT uváděl (tvořil dvojici s Marcelou Augustovou). Od dubna 2012 byl pak dále zaměstnán v Redakci zpravodajství ČT.
Později však Českou televizi opustil a od června 2012 se stal editorem zpravodajství televize Nova.
Roman Pistorius má syna a dceru.